# A. Le Coq Arena
Die A. Le Coq Arena (auch als Lilleküla staadion bekannt) ist ein Fußballstadion in der estnischen Hauptstadt Tallinn. Es ist die Heimspielstätte des Fußballvereins FC Flora Tallinn und der estnischen Fußballnationalmannschaft. Der Namensgeber der Arena ist seit 2002 die estnische Brauerei A. Le Coq. Die Arena bietet 14.405 Zuschauern einen Sitzplatz sowie 28 V.I.P.-Logen und liegt im Zentrum von Tallinn.

## Geschichte
Die Eröffnungspartie fand am 2. Juni 2001 im Qualifikationsspiel für die Fußball-Weltmeisterschaft 2002 in Japan und Südkorea, zwischen Estland und den Niederlanden statt.
Die Arena war Spielort der U-19-Fußball-Europameisterschaft 2012. In Tallinn fanden drei Vorrunden-, die beiden Halbfinalspiele und das Endspiel statt. Während der EM wurde das Stadion ohne seinen Sponsorennamen genannt und hieß „Lilleküla staadion“, das Fassungsvermögen betrug dabei 9.692 Zuschauer.
Am 15. August 2018 wurde der UEFA Super Cup im Stadion ausgetragen. Die Spielstätte wurde für diese Partie von zuvor 10.000 Zuschauer auf die aktuelle Größe erweitert und komplett überdacht.